# Bethlem Royal Hospital

Most of Bethlehem Hospital by William Henry Toms for William Maitland's History of London, published 1739

Bethlem Royal Hospital, i folkmun Bedlam, var ett hospital i London som år 1547 omskapades till mentalsjukhus.
Bedlam var ursprungligen en stiftelse, Hospital of St. Mary of Bethlehem, varav Bedlam är en förvrängning. Ordet används även om dårhus i allmänhet. Den grundades redan 1246, och fungerade redan på 1300-talet som hospital. Henrik VIII lät 1547 omskapa Bedlam till mentalsjukhus.
Den 1814 rivna byggnadens port pryddes av ryktbara skulpturer från 1675 föreställande Melankoli och Raseri i bojor. 1815 avslöjades grov vanvård av patienterna på sjukhuset.
Bedlam anses vara världens första mentalsjukhus. Svenska motsvarigheter är Danviken, Konradsberg och Beckomberga.
Hospitalets byggnad används idag av Imperial War Museum.